# Championnats d'Europe de gymnastique acrobatique 1987
Navigation
Édition précédente Édition suivante
Les championnats d'Europe de gymnastique acrobatique 1987, huitième édition des championnats d'Europe de gymnastique acrobatique, ont eu lieu en 1987 à Wrocław, en Pologne.
Les nations participantes sont l'Allemagne de l'Ouest ; l'Autriche ; la Belgique ; la Bulgarie ; la France ; la Hongrie ; la Pologne ;  le Royaume-Uni et  l'Union Soviétique.

## Tableau des médailles par pays
| Rang | Nation               | Or | Argent | Bronze | Total |
| ---- | -------------------- | -- | ------ | ------ | ----- |
| 1    | Bulgarie             | 11 | 2      | 1      | 14    |
| 2    | Union soviétique     | 3  | 7      | 4      | 14    |
| 3    | Pologne              | 2  | 4      | 7      | 13    |
| 4    | Hongrie              | 0  | 2      | 1      | 3     |
| 5    | Allemagne de l'Ouest | 0  | 0      | 1      | 1     |

## Tableau des médailles par épreuves[1]
| Épreuves         | Or                                                                         | Argent                                                                     | Bronze                                                                     |
| Duo masculin     | Duo masculin                                                               | Duo masculin                                                               | Duo masculin                                                               |
| ---------------- | -------------------------------------------------------------------------- | -------------------------------------------------------------------------- | -------------------------------------------------------------------------- |
| Général          | Union soviétique Genadij Ceriszczenko Jurij Stepczenkow                    | Pologne Robert Wultanski Mariusz Polaski                                   | Bulgarie Jordan Anczkow Iwelin Ijliew                                      |
| Statique         | Union soviétique Genadij Ceriszczenko Jurij Stepczenkow                    | Bulgarie Jordan Anczkow Iwelin Ijliew                                      | Pologne Robert Wultanski Mariusz Polaski                                   |
| Dynamique        | Pologne Robert Wultanski Mariusz Polaski                                   | Union soviétique Genadij Ceriszczenko Jurij Stepczenkow                    | Hongrie Tibor Toth Andras Takacs                                           |
| Duo féminin      |                                                                            |                                                                            |                                                                            |
| Général          | Bulgarie Malena Daczewa Nikolina Kolejewa                                  | Hongrie Eszter Foldi Maria Katona                                          | Union soviétique Jelena Szolkopliasowa Alfija Alimowa                      |
| Statique         | Bulgarie Malena Daczewa Nikolina Kolejewa                                  | Union soviétique Jelena Szolkopliasowa Alfija Alimowa                      | Pologne Jolanta Jata Dominika Golab                                        |
| Dynamique        | Bulgarie Malena Daczewa Nikolina Kolejewa                                  | Hongrie Eszter Foldi Maria Katona                                          | Allemagne de l'Ouest Nicole Gassner Petra Wortmann                         |
| Duo mixte        |                                                                            |                                                                            |                                                                            |
| Général          | Bulgarie Migliena Baczeva Svetoslar Zelzkow                                | Union soviétique Jelena Mironova Oleg Uslakow                              | Pologne Barbara Chmielinska Jan Wiecek                                     |
| Statique         | Bulgarie Migliena Baczeva Svetoslar Zelzkow                                | Union soviétique Jelena Mironova Oleg Uslakow                              | Pologne Barbara Chmielinska Jan Wiecek                                     |
| Dynamique        | Union soviétique Jelena Mironova Oleg Uslakow                              | Bulgarie Migliena Baczeva Svetoslar Zelzkow                                | Pologne Barbara Chmielinska Jan Wiecek                                     |
| Quatuor masculin |                                                                            |                                                                            |                                                                            |
| Général          | Bulgarie Wiencislaw Genov Borislaw Christow Swilen Bojadzijew Georgi Milew | Union soviétique Iwan Czernow Waza Ambrolidze Albert Abdulow Igor Jakuszow | Pologne Krzysztof Brudny Piotr Nowak Grzegorz Bielec Grzegorz Godzwon      |
| Statique         | Bulgarie Wiencislaw Genov Borislaw Christow Swilen Bojadzijew Georgi Milew | Pologne Krzysztof Brudny Piotr Nowak Grzegorz Bielec Grzegorz Godzwon      | Union soviétique Iwan Czernow Waza Ambrolidze Albert Abdulow Igor Jakuszow |
| Dynamique        | Bulgarie Wiencislaw Genov Borislaw Christow Swilen Bojadzijew Georgi Milew | Pologne Krzysztof Brudny Piotr Nowak Grzegorz Bielec Grzegorz Godzwon      | Union soviétique Iwan Czernow Waza Ambrolidze Albert Abdulow Igor Jakuszow |
| Trio féminin     |                                                                            |                                                                            |                                                                            |
| Général          | Bulgarie Lubow Czulakowa Sonia Angelova Ludmila Krastewa                   | Pologne Danuta Chwalbogowska Boguslawa Wyrzykowska Bozena Kudelska         | non attribuée                                                              |
| Général          | Bulgarie Lubow Czulakowa Sonia Angelova Ludmila Krastewa                   | Union soviétique Jelena Kornieva Jelena Mielnikowa Olga Solodskaja         | non attribuée                                                              |
| Statique         | Bulgarie Lubow Czulakowa Sonia Angelova Ludmila Krastewa                   | non attribuée                                                              | Union soviétique Jelena Kornieva Jelena Mielnikowa Olga Solodskaja         |
| Statique         | Pologne Danuta Chwalbogowska Boguslawa Wyrzykowska Bozena Kudelska         | non attribuée                                                              | Union soviétique Jelena Kornieva Jelena Mielnikowa Olga Solodskaja         |
| Dynamique        | Bulgarie Lubow Czulakowa Sonia Angelova Ludmila Krastewa                   | Union soviétique Jelena Kornieva Jelena Mielnikowa Olga Solodskaja         | Pologne Danuta Chwalbogowska Boguslawa Wyrzykowska Bozena Kudelska         |